# Домналл Міді мак Мурхада

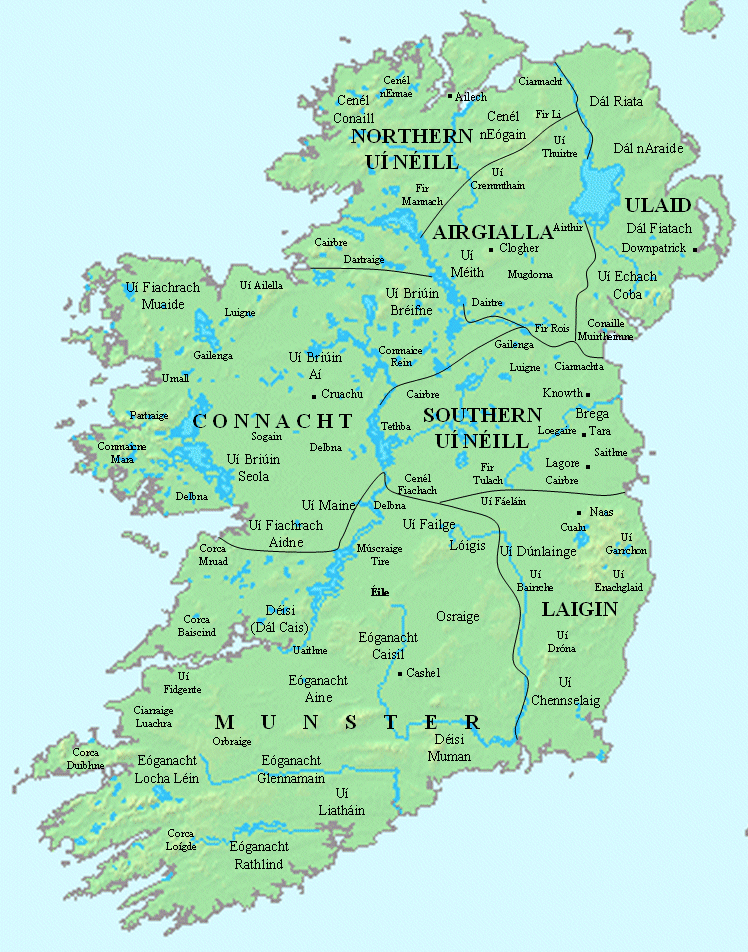
Племена та королівства в Ірландії в ранньому середньовіччі.

Домналл Міді мак Мурхада — (ірл. Domhnall Midi Mac Murchada) — він же: Домналл Міді, Дональд Мітський — верховний король Ірландії. Час правління: 743—763. Належав до клану Холмайн (ірл. Clann Cholmáin) — гілки південних О'Нейлів. Клан Хольмайн починаючи з правління цього короля буде домінувати в Ірландії аж до правління короля Бріана Борума в Х столітті. Домналл Міді мак Мурхада був вождем і ватажком клану Холмайн 50 років і 20 років був верховним королем Ірландії. Але не дивлячись на це ірландські літописи досить мало повідомляють про його життя і правління. Він був покровителем храмів і церков які заснував святий Колумба, особливо церкви Дарроу (ірл. Durrow), де він похований.

## Походження та історичний фон
Домналл Міді був сином Мурхада мак Діармато (ірл. Murchad mac Diarmato) — короля Уснеха, правив Уснехом від смерті свого батька — Діармайта Діана (ірл. Diarmait Dian) в 689 році до своєї смерті в 715 році. Мурхад мак Діармато був вбитий Коналлом Грантом (ірл. Conall Grant) з клану Сіл н-Аедо Слайне (ірл. Síl nÁedo Sláine) — гілки південних О'Нейлів. Роком раніше Мурхад мак Діармато змусив піти у вигнання племінника Коналла — Фогартаха мак Нейла (ірл. Fogartach mac Néill) — він став першим королем з Південних О'Нейлів, які були вигнані з Ірландії в Британію. У повідомленні про смерть Мурхада говориться, що він був «королем О'Нейлів» — мало про кого літописи пишуть так. У Домналла Міді мак Мурхада були брати: Койпре (ірл. Coirpre) (пом. — 749), Брессал мак Мурхадо (ірл. Bressal mac Murchado) — був вбитий у 764 році.

## Король Уснеха, король Міде
Згідно «Книги Ленстера», після смерті свого батька у 715 році, Домналл Міді мак Мурхада став королем Уснеха. Потім ірландські літописи про нього не згадують аж до 730 року. За цей час тривали безперервні конфлікти в середині клану Сіл н-Аедо Слайне. Фергал мак Маеле Дуїн (ірл. Fergal mac Máele Dúin) загинув в поході в бою в Ленстері у 722 році. Фогартах мак Нейл (ірл. Fogartach mac Néill) повернувся до Ірландії у 716 році і став вождем південних О'Нейлів, а потім і верховним королем Ірландії. Фогартах був вбитий під час внутрішнього конфлікту в Сіл н-Аедо Слайне — своїм родичем Кінаедом мак Іргалайгом (ірл. Cináed mac Írgalaig) у 724 році. Кінаед був вбитий під час війни з Флайхбертахом мак Лоїнгсігом (ірл. Flaithbertach mac Loingsig) у 728 році.
На початку 730 років почалась війна між північними О'Нейлами. Флайхбертах мак Лоїнгсіг був переможений у 732 році сином Фергала — Аедом Алланом. Кенел Конайл знову були розбиті Аедом у 733 році, був вбитий Фергус — син Конгала Кендмагайра. Флайхбертах був ще раз переможений Аедом у 734 році. Флайхбертах мак Лоїнгсіг зрікся влади, пішов у монастир і пережив двох наступних верховних королів Ірландії.
Скориставшись цією ворожбою за розбратом серед північних вождів та королів, король Мюнстера Кахал мак Фінгуйне (ірл. Cathal mac Finguine) здійснив вторгнення в Міде у 733 році.
Правління верховного короля Аеда Аллана ввійшло в історію як час суцільних жорстоких війн. Аед Аллан успішно воював з Ольстером та Ленстером. Війна проти Ленстеру була важка і кровопролитна, але закінчилась розгромом Лейнстера і перемогою верховного короля Аеда Аллана. На цей бурхливий період війн припадає повідомлення «Літопису Ольстера» за 739 рік про те, що родичі Домналла Міді були живцем спалені в бенкетному залі в Бодбрайх (ірл. Bodbráith). Деталі цієї події не повідомляєть — не ясно хто це вчинив і хто загинув. Потім повідомляється, що у 740 році Домналл Міді «пішов у церковне життя».

## Верховний король— король Тари
У 743 році Домналл Міді переміг і вбив Аеда Аллана і низку вождів і короля Айргіалли (ірл. Airgíalla) на рівнині Маг Серед (ірл. Mag Sered) біля Келлс. Хоча деякі літописи вказують місце цієї битви біля сучасного Лонгфорда (ірл. Longford). Літописи ніяк не пояснюють те, чому Домналл Міді та Аед Аллан були в стані війни, але висловлюється припущення, що причиною конфлікту були спроби розширення володінь Конайллі Муйрхемне (ірл. Conailli Muirthemne) в сучасному графстві Лаут або вбивство Конайнга мак Амалгадо (ірл. Conaing mac Amalgado) — короля Бреги, яке нібито здійснив Аед Аллан.

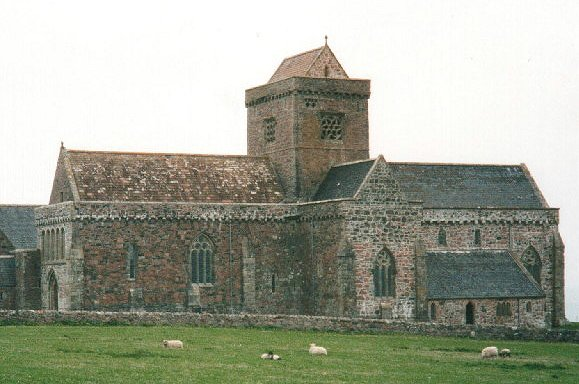
Абатство на острові Йона. Сучасний вигляд.

«Літопис Ольстера» повідомляє, що після перемоги над Аедо Алланом Домналл Міді знову «пішов в церковне життя» (не ясно що саме мається на увазі) у 744 році. Коли син Флайхбертаха — Аед Муйндерг (ірл. Áed Muinderg) помер у 747 році, «Літопис Ольстера» називає його «Королем Півночі» — припускають, що він був намісником Домналла Міді на півночі Ірландії. Судячи по всьому Домналл Міді мав намісників і на півдні — в Міде. Його далекий родич Фалломон мак Кон Конгалт (ірл. Fallomon mac Con Congalt) з клану Холмайн Бікк (ірл. Clann Cholmáin Bicc), можливо, був королем Міде з 733 року. Принаймні, він вказується таким в літописах під час повідомлення про його смерть в 766 році. Двадцять років його правління взагалі були досить спокійними для Ірландії порівняно з минулими і майбутніми епохами. Чи то тому, що Ірландія втомилася і виснажилася від нескінченних війн чи то справді Домналл Міді не переймався ні умовністю і формальністю своєї влади і був байдужий до амбіцій васальних королів і вождів кланів і цікавився тільки релігією і будівництвом храмів. На відміну від попередніх і наступних королів він підтримував хороші відносини з васальними королями — зокрема, з королями Ленстеру з клану О'Дунлайнгне (ірл. Uí Dúnlainge). У 753 році він ввів в дію «Закон Колумби» від імені Слейбене (ірл. Sléibéne) — абата Йони. Він все своє правління підтримував абатів острова Йони, що в ті часи був релігійним центром всіх Британських островів і не тільки їх. Його нащадки теж активно підтримували абатів Йони і це мало результат — релігійні діячі Йони переїхали в Ірландію — в абатство Келлс після того як монастир на острові Йона був розграбований і зруйнований вікінгами.
Існує тільки одне повідомлення про участь у війні Домлалла Міді в час свого правління Ірландією. Про це повідомляє «Літопис Ольстера». У 756 році Доминал Міді зібрав армію і вирушив в похід на територію Ленстеру, коли загострились відносини цього королівства з кланом Кенел н-Еогайн (ірл. Cenél nEógain) з приводу володінь Конайллі Муірхемне (ірл. Conailli Muirthemne). Домналл Міді не хотів бачити конкуруючий клан О'Нейлів на східному узбережжі і тому мусив діяти. Не ясно наскільки активно велись тоді бойові дії чи все закінчилось тільки демонстрацією сили. Так чи інакше, але це демонструє його добрі відносини з королівством Ленстер.

## Смерть
Домналл Міді помер у 763 році і був похований у монастирі святого Колумбана в Дарроу — сучасне Оффалі. Хоча Домналл Міді був побожним і миролюбним королем, мав добрі стосунки з абатами Йони, але не всі релігійні діячі Ірландії поважали його — деякі ставились до нього зі зневагою та ненавистю.

## Спадкоємці та нащадки
Згідно з літописами, після смерті Домнала Міді трон верховних королів Ірландії зайняв Ніалл Фроссах (ірл. Niall Frossach) — молодший брат Аеда Аллана і запеклий ворог Домналла Міді і його політики. Влада клану Холмайн була тимчасово призупинена.
У Домналла Міді було кілька синів і дочок.

### Сини
Донхад Міді (ірл. Donnchad Midi) — став верховним королем Ірландії.
Муйредах Міді (ірл. Muiredach Midi) (пом. 802) — став королем Міде (так принаймні зазначається у його некролозі).
Діармайт Дуб (ірл. Diarmait Dub) (пом. 764) — очолив армію підняту на захист монастиря в Дарроу. Його ворог у тому конфлікті — Брессал мак Мурхадо (ірл. Bressal mac Murchado) очолював армію монастиря Клонмакнойсе (ірл. Clonmacnoise).
Мурхад мак Домналл (ірл. Murchad mac Domhnall) — загинув у бою в 765 році під час війни зі своїм братом Донхадом Міді.
Індрехтах (ірл. Indrechtach) — помер у 797 році.

### Дочка
Ейхне (ірл. Eithne) — була вбита разом зі своїм чоловіком Браном Ардхенном (ірл. Bran Ardchenn) — королем Ленстеру 6 травня 795 року в Келл Куйле Думай (ірл. Cell Cúile Dumai) поблизу нинішнього Абейлекс. Їх убив Фінснехта Кехардерк (ірл. Fínsnechta Cetharderc) — суперник щодо трону королів Ленстеру.
Пізнішими нащадками Домналла Міді є великі королі Конхобар мак Доннхада (ірл. Conchobar mac Donnchada), Маел Сехнайл мак Маеле Руанайд (ірл. Máel Sechnaill mac Máele Ruanaid), Фланн Сінна (ірл. Flann Sinna), Донхад Донн (ірл. Donnchad Donn) Маел Сехнайл мак Домнайлл (ірл. Máel Sechnaill mac Domnaill).